# Barátka vasútállomás
Barátka vasútállomás (románul: Gara Bratca) egy romániai, Bihar megyei vasútállomás Barátkán, melyet Románia állami vasúttársasága üzemeltet.

## Vasútvonalak
Az állomást az alábbi vasútvonalak érintik:
- Nagyvárad–Kolozsvár-vasútvonal

## Kapcsolódó állomások
A vasútállomáshoz az alábbi állomások vannak a legközelebb:
- Körösbánlaka megállóhely
- Jádvölgy alsó megállóhely

## Forgalom
| Járat                        | Útvonal | Gyakoriság |
| ---------------------------- | --- | ---------- |
| Hargita nemzetközi InterCity | Budapest-Keleti – Szolnok – Törökszentmiklós – Kisújszállás – Karcag – Püspökladány – Báránd – Sáp – Berettyóújfalu – Mezőpeterd – Biharkeresztes – Episcopia Bihor (Biharpüspöki) – Oradea (Nagyvárad) – Aleșd (Élesd) – Bratca (Barátka) – Ciucea (Csucsa) – Huedin (Bánffyhunyad) – Aghires (Egeres) – Cluj-Napoca (Kolozsvár) (december végén és nyári időszakban közvetlen kocsi: – Câmpia Turzii (Aranyosgyéres) – Războieni (Székelyföldvár) – Luduș (Marosludas) – Iernut (Radnót) – Târgu Mureş (Marosvásárhely)) – Gherla (Szamosújvár) – Dej Călători (Dés) – Beclean pe Someș (Bethlen) – Sărățel (Szeretfalva) – Deda (Déda) – Toplița (Maroshévíz) – Gheorgheni (Gyergyószentmiklós) – Izvoru Oltului (Csíkszentdomokos) – Siculeni (Madéfalva) – Miercurea Ciuc (Csíkszereda) – Băile Tuşnad (Tusnádfürdő) – Sfăntu Gheorghe (Sepsiszentgyörgy) – Braşov (Brassó) | Napi 1 pár |
| Corona nemzetközi InterCity  | Budapest-Keleti – Szolnok – Törökszentmiklós – Kisújszállás – Karcag – Püspökladány – Báránd – Sáp – Berettyóújfalu – Mezőpeterd – Biharkeresztes – Episcopia Bihor (Biharpüspöki) – Oradea (Nagyvárad) – Aleșd (Élesd) – Huedin (Bánffyhunyad) – Cluj-Napoca (Kolozsvár) – Gherla (Szamosújvár) – Dej Călători (Dés) – Beclean pe Someș (Bethlen) – Sărățel (Szeretfalva) – Deda (Déda) – Toplița (Maroshévíz) – Gheorgheni (Gyergyószentmiklós) – Izvoru Oltului (Csíkszentdomokos) – Siculeni (Madéfalva) – Miercurea Ciuc (Csíkszereda) – Băile Tuşnad (Tusnádfürdő) – Sfăntu Gheorghe (Sepsiszentgyörgy) – Braşov (Brassó) | Napi 1 pár |
| Corvin nemzetközi gyorsvonat | (közvetlen kocsikkal Wien Hauptbahnhof (Bécs) – Hegyeshalom – Mosonmagyaróvár – Győr – Tatabánya – Budapest-Kelenföld – Ferencváros – Budapest-Keleti) – Szolnok – Törökszentmiklós – Kisújszállás – Karcag – Püspökladány – Berettyóújfalu – Biharkeresztes – Episcopia Bihor (Biharpüspöki) – Oradea (Nagyvárad) – (Oșorhei (Fugyivásárhely) →) Tileagd (Mezőtelegd) – (Telechiu (Mezőtelki) →) Aleșd (Élesd) (← Vadu Crișului (Rév)) – Șuncuiuș (Vársonkolyos) – Bratca (Barátka) – Ciucea (Csucsa) – Huedin (Bánffyhunyad) – Aghireș (Egeres) – Cluj-Napoca (Kolozsvár) | Napi 1 pár |
| Transilvania EuroCity        | Wien Hauptbahnhof (Bécs) – Hegyeshalom – Mosonmagyaróvár – Győr – Tatabánya – Budapest-Kelenföld – Budapest-Keleti – Szolnok – Törökszentmiklós – Kisújszállás – Karcag – Püspökladány (közvetlen kocsikkal tovább Nagybánya felé) – Báránd – Sáp – Berettyóújfalu – Mezőpeterd – Biharkeresztes – Episcopia Bihor (Biharpüspöki) – Oradea (Nagyvárad) – Aleșd (Élesd) – Șuncuiuș (Vársonkolyos) – Bratca (Barátka) – Ciucea (Csucsa) – Huedin (Bánffyhunyad) – Cluj-Napoca (Kolozsvár) | Napi 1 pár |